# كوكر سبانيل
كوكر سبانيل أو الكوكر الأسباني (بالإنجليزية: cocker spaniel)‏ سبانيل تنتمي إلي أكثر سُلالات الكلاب المشهورة، فهي تتميز بفراء كثيف وناعم للغاية، جسده طَويل ويمتلك عدة ألوان مثل اللون البني مع الأبيض واللون الأسود والذهبي، كما أنه يمتلك جسد رياضي وهو محب للجري والمشي.
كما تمتلك هذه السُلالة جسد متوسط الحجم وقد نشأت في إسبانيا منذ قرون، كان يُستَخدم قديماً في الصيد خاصة صيد الطيور مثل طيور نقار الخشب أو الطيور المهاجرة، وعلى الرغم من أنه أكثر السُلالات الشعبية في الولايات المتحدة الأمريكية إلا أنه أحد أبرز الكلاب التي يمكنك تربيتها ومناسبة للعائلات.

## صفاته
- الطول بين 40-43 سنتيمتر.
- الوزن فيبلغ نحو 14-11,7 كيلوغرام.

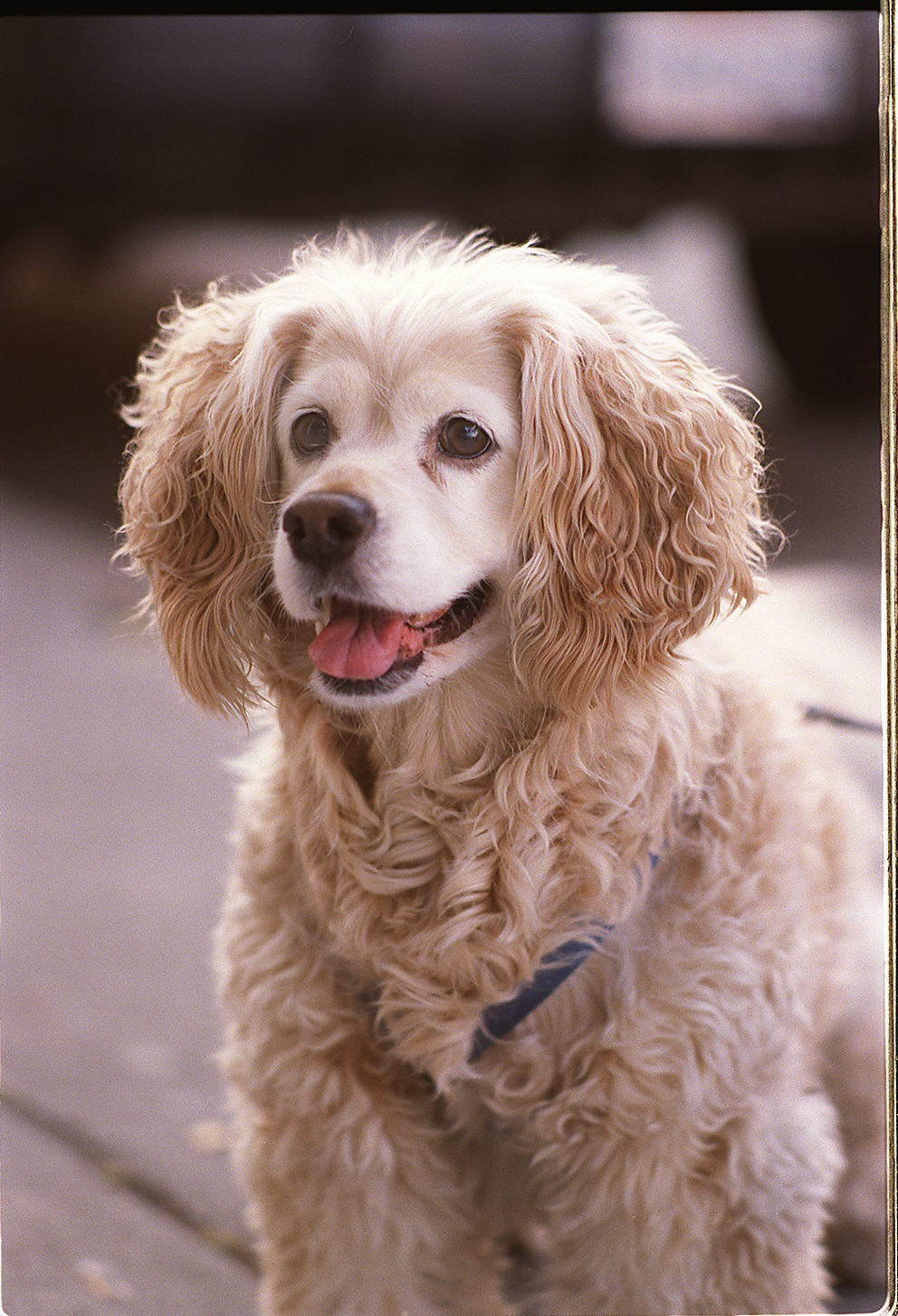
كلب كوكر سبانيل ذو لون ذهبي.

- الألوان: الأبيض والأسود والأصفر والبني وغيرها.
- تتراوح الأعمار من 10-15 عاماً.
- البلدان التي تتواجد فيها هذه السلالة (إسبانيا – إنجلترا – الولايات المتحدة الأمريكية – المملكة المتحدة).[2]

## التاريخ

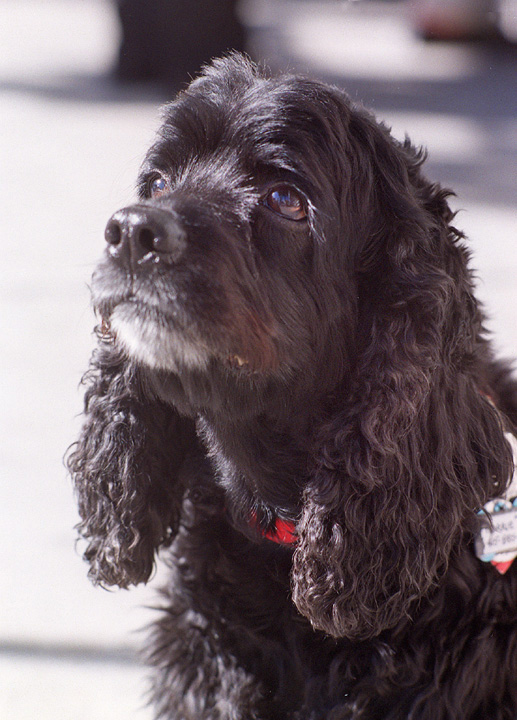
كلب كوكر سبانيل.

تاريخ كوكر سبانيل هو غامض قليلاً ولكن يمكن تتبعه بقدر ما يعود إلى القرن الرابع عشر. يقال أن السلالة نشأت في إسبانيا.
ينحدر كلب كوكر الأسباني من مجموعة من كلاب الصيد التي تُربى في بريطانيا وخارجها ليكون رفيق مجال الصيد المخلص. كان كوكر الذي قد يعود تاريخهُ إلى القرن السادس عشر مقدرًا له بشكل خاص لقُدرته على المساعدة في صيد الطيور. سلالة ثمينة لقدرتها على التسبب في خروج الطيور من أماكن اختبائهم. في البداية، كان التمييز الوحيد بين التصنيفين قائمًا على حجم الكلب.
```
في 
1890
، ومع ذلك، تم تقسيم أسرة سبانيل إلى قسمين، مع الاعتراف بكل من كوكر سبانيل وسبانيل سبرينغر. بدأت السلالات أن تكون بشكل مستقل وتربية خاصة بها، في 
الولايات المتحدة
، جاء نوع أصغر حجماً وأكثر جرأة وفراء من السبانيل في شعبية. يطلق عليه كوكر سبانيل الأمريكية، وهذه الكلاب تقف على نقيض أكبر قليلا من الإسبانية، الإنجليزية ولدت مع ساقين أطول، وظهر أقصر، وفراء اقل. تم تشكيل نادي كوكر سبانيل في عام 
1902
 وكان هدفه تعزيز رفاهية كوكر وتشجيع المربين على تربية الجراء على مستوى 
[
3
]
```

## سلالات حديثة

رسم بياني به مقارنة بين كوكر سبانيل الإنجليزي ،وكوكر سبانيل الأمريكي

هناك سلالتين من كوكر سبانيل هما الإنجليزي كوكر سبانيل وكوكر سبانيل الامريكي. طُورت هذه السلالة لتكون كلاب صيد، وأن تستعمل إحساسها بالرائحة في تغطية المناطق المنخفضة لاصطياد العصافير، وأن تستعمل أعينها وأنوفها للوصول للعصافير عندما تسقط، وبعد ذلك تسترد العصفور. والاختلافات الرئيسية بين النوع الإنجليزي والأمريكي هي أنّ الأمريكي أصغر مع ظهر قصير، ورأس مقببة، وأقصر كمامة، في حين أن النوع الإنجليزي أطول مع رأس وصدر منخفض.
شعر كوكر سبانيل يأتي في مجموعة متنوعة من الألوان، بما في ذلك الأسود والبني والأحمر والذهبي في المواد الصلبة. أيضاً، أسود وبرونزي، وأحياناً السمني والبرونزي المعروف، فضلا عن مجموعة متنوعة من الألوان الملونة خليط من تلك الألوان الصلبة بما في ذلك البيج مع البرونزي، ثلاثي الألوان، وتلك الألوان مع علامات بيضاء إضافية.
يمكن أن تظهر الألوان النادرة بشكل غير متوقع في أجيال معينة، على سبيل المثال، في حين أن الكوكر الأبيض بالكامل عادة ما يتم تربيته بهدف التطوير للسلالات الذهبية الخفيفة جداً، يمكن أن تظهر بشكل غير شائع جداً للآباء الذين هم داكنوا اللون. حدث هذا في عام 1943، عندما ولد حفيد بلدي، فُضّل في إظهارة في عرض نادي الكلب الأمريكي في 1940 و 1941.
في الولايات المتحدة الأمريكية، تم تصنيف كوكر سبانيل الأمريكي في المرتبة 23 السلالة الأكثر شعبية وفقا لإحصاءات التسجيل من نادي بيت الكلب الأمريكي في عام 2009، انخفضت شعبيته منذ عام 1999، عندما كان في المرتبة 13. لمدة 25 عاما، كان كوكر سبانيل الأمريكي الكلب الأكثر شعبية في أمريكا. وكان في المرتبة الأولى عام 1936 قبل أن يتم الاعتراف بكوكر سبانيل الإنجليزي كسلالة منفصلة، وعُقد على الفور حتى عام 1952، عندما أصبحت كلاب الصيد الأكثر شعبية. ذلك جعله يستعيد سيطرته في 1983 وحطم كل الأرقام وأصبح رقم واحد حتّى 1990. في المملكة المتحدة، فإن «كوكر سبانيل» الأمريكي أقل شعبية بكثير من نسيب الإنجليزي، حيث بلغ عدد التسجيلات 322 مقارنة بـ 22,211 تسجيلاً في عام 2009.

### الإنجليزي كوكر سبانيل

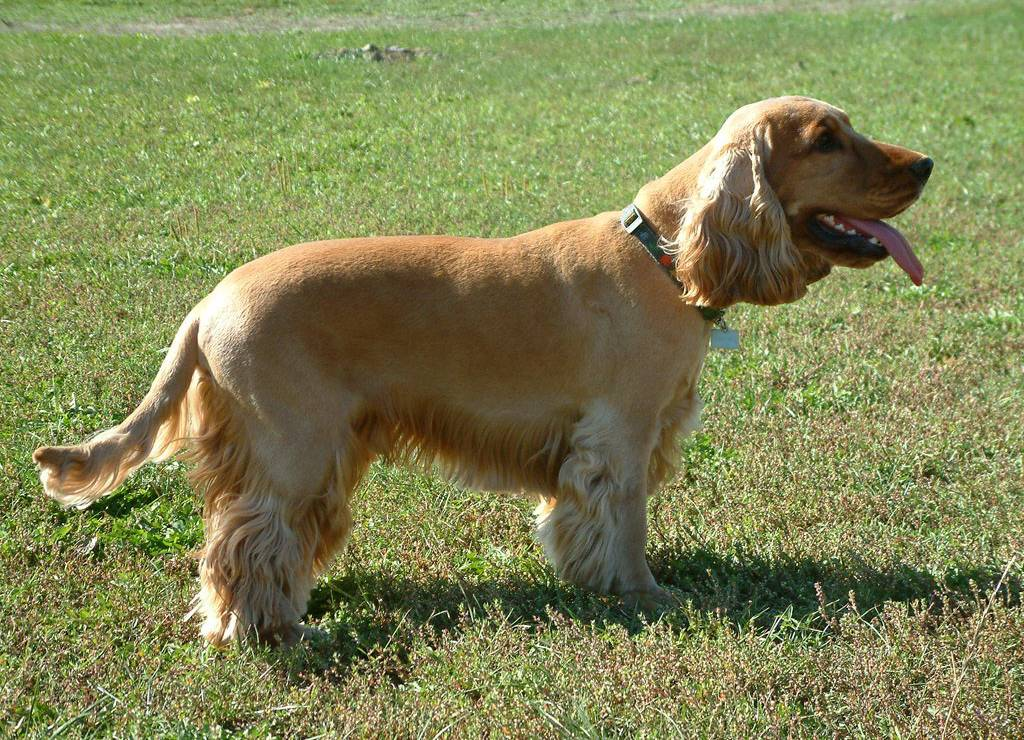
كوكر سبانيل الانجليزي

دُعيّ ببساطة كوكر سبانيل في المملكة المتحدة، وهذه هي السلالة التي تم الاعتراف بها أصلاً من قبل نادي بيت الكلب في عام 1892. اعترف نادي بيت الكلب الأمريكي (AKC) بـكوكر سبانيل الإنجليزي كنسل منفصل في عام 1946.
حجم الكوكر الإنجليزي سبانيل وفقا لبيت الكلب الأمريكي هو 15.5-16.0 بوصة (39-41 سم) للذكور، و 15.0-15.5 بوصة (38-39 سم) للإناث.ويجب أن يكون وزن الكلب المعروض 28-32 باوند (13-15 كجم).
الكوكر سبانيل الإنجليزي هو السلالة الأكثر نجاحًا في عرض الكلاب الأكثر شعبية في المملكة المتحدة، مع سبعة انتصارات أفضل في العرض منذ أن تم منح الجائزة لأول مرة في عام 1928. ويرجع ذلك في الغالب إلى نجاح مربي الكلاب لويدز وير كينيل، الذي فاز بالكلاب الأفضل في العرض في ست مناسبات بين 1930-1950. وهم ثاني أكثرسلالة شعبيّة وفقا لإحصائيّة بيت الكلب الأمريكي يتصدر مع 22,211 تسجيل في 2009, وهُزم فقط من قبل لابرادور ريتريفر مع 40,943. في المركز الثالث كان سبرينغر سبانيل الإنجليزي مع 12700. وقد زادت شعبية كوكر الإنجليزي باطّراد منذ عام 1999 في الولايات المتحدة عندما كانوا في المرتبة 76 في التسجيلات من قبل بيت الكلب الأمريكي، إلى عام 2009 عندما كانوا في المرتبة 66.
. في حين أن سلالة ظهرت بالمعيار المطلوب، مثلا ولدت سلالة العمل بقدرة كبيرة على العمل، وعلى هذا النحو، ظهرت العديد من الاختلافات المادية. الكلاب من نوع العمل تميل إلى أكير في الحجم وآذانها أقصر. الشعريميل أيضا إلى أن تكون أقصر وأدق من مجموعة متنوعة تظهر وأقل كثاف. ويبدو أن أكثر نشاطا من الباقية.

### الأمريكي كوكر سبانيل
مقالة مفصلة: كوكر سبانيل الامريكي

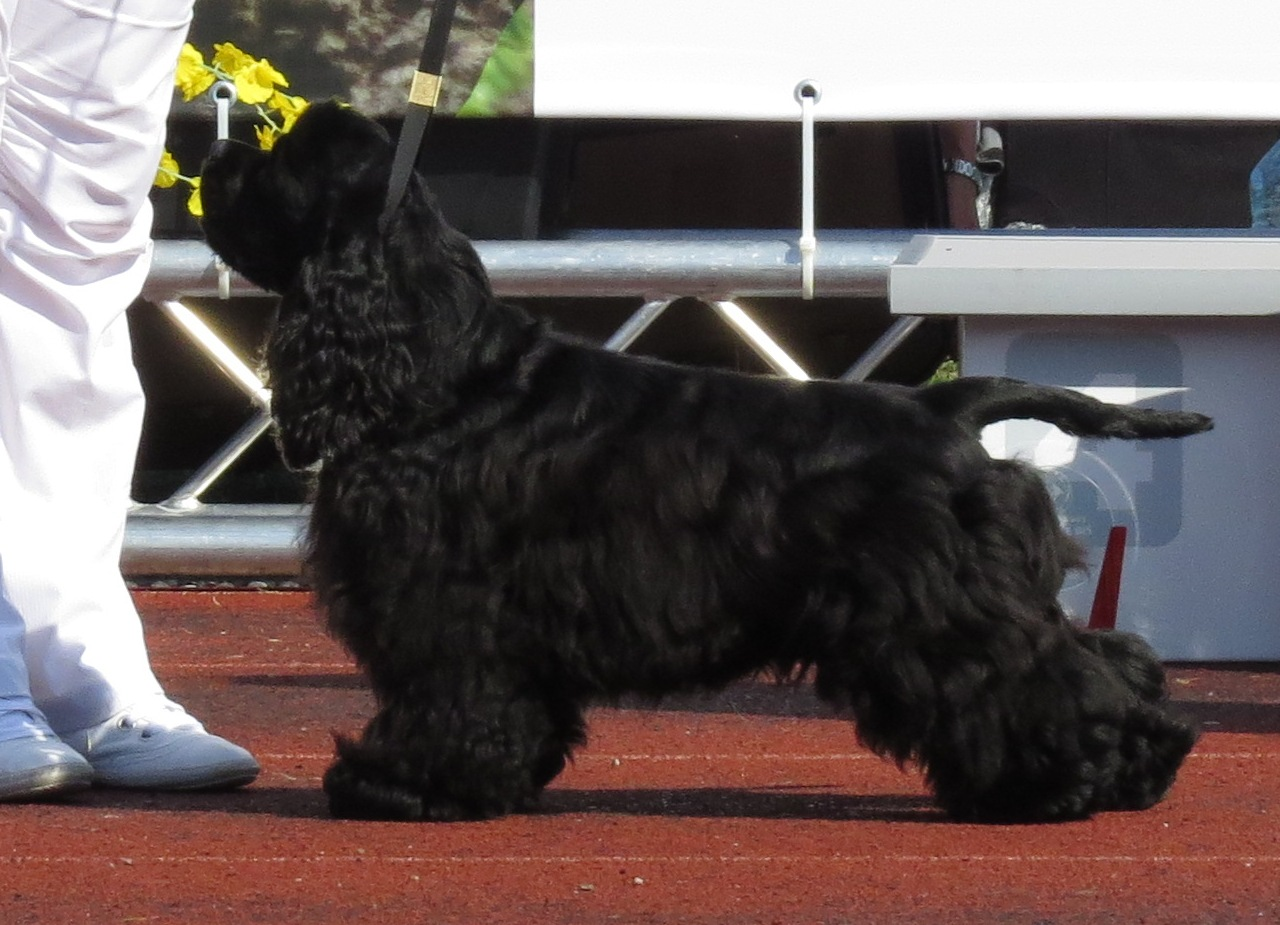
كوكر سبانيل الامريكي

تم الاعتراف بكوكر سبانيل من قبل نادي بيت الكلب الأمريكي في عام 1878. وهو عموما اصغر من كوكر سبانيل الإنجليزي، تم إنشاء مجموعتين منفصلتين للنوعين في أمريكا في عام 1935 .نادي كوكر سبانيل الأمريكي وفشل في تطوير نوع جديد بين هذين النوعين في عام 1938. تم الاعتراف بـكوكر سبانيل الأمريكي كنسل منفصل في المملكة المتحدة في عام 1970. ويشار إلى كوكر سبانيل الأمريكي باسم كوكر سبانيل فقط داخل الولايات المتحدة.
كوكر سبانيل الأمريكي أصغر، كما ان وود كوكر الأمريكية هي أصغر من أقاربهم الأوروبية، وظهور سلالة تغيرت قليلا خلال الفترة الأولى من القرن العشرين، كما انه كان يفضل من قبل مربين الكلاب الأميركيين لمظهر أكثر أناقة. يتراوح الحجم القياسي وفقًا لـنادي بيت الكلب الأمريكي بين 14.5 و15.5 بوصة (37 و39 سم) عند الزى للذكور و13.5-14.5 بوصة (34-37 سم) للإناث. وزن السلالة عادة بين 24 و 30 رطل (11 و 14 كجم). -
في عرض نادي بيت الكلب، وهو يحوي على أكثر الكلاب المرموقة في الولايات المتحدة، وقد فاز كوكر سبانيل الأمريكي أفضل في عرض في أربع مناسبات منذ الجائزة الأولى في 1907. السلالة الأكثر نجاحا هو وير فوكس ترير الأسلاك مع 13 انتصارا. كوكر سبانيل الأمريكي يكون في ثلاثة أصناف منفصلة سلالات تحت قواعد; «أسود» «لون لامع». فازت الكلبة صوفيا وأوليفيا بالميدالية الذهبية في عرض الكلب في عام 2012.

## الرعاية

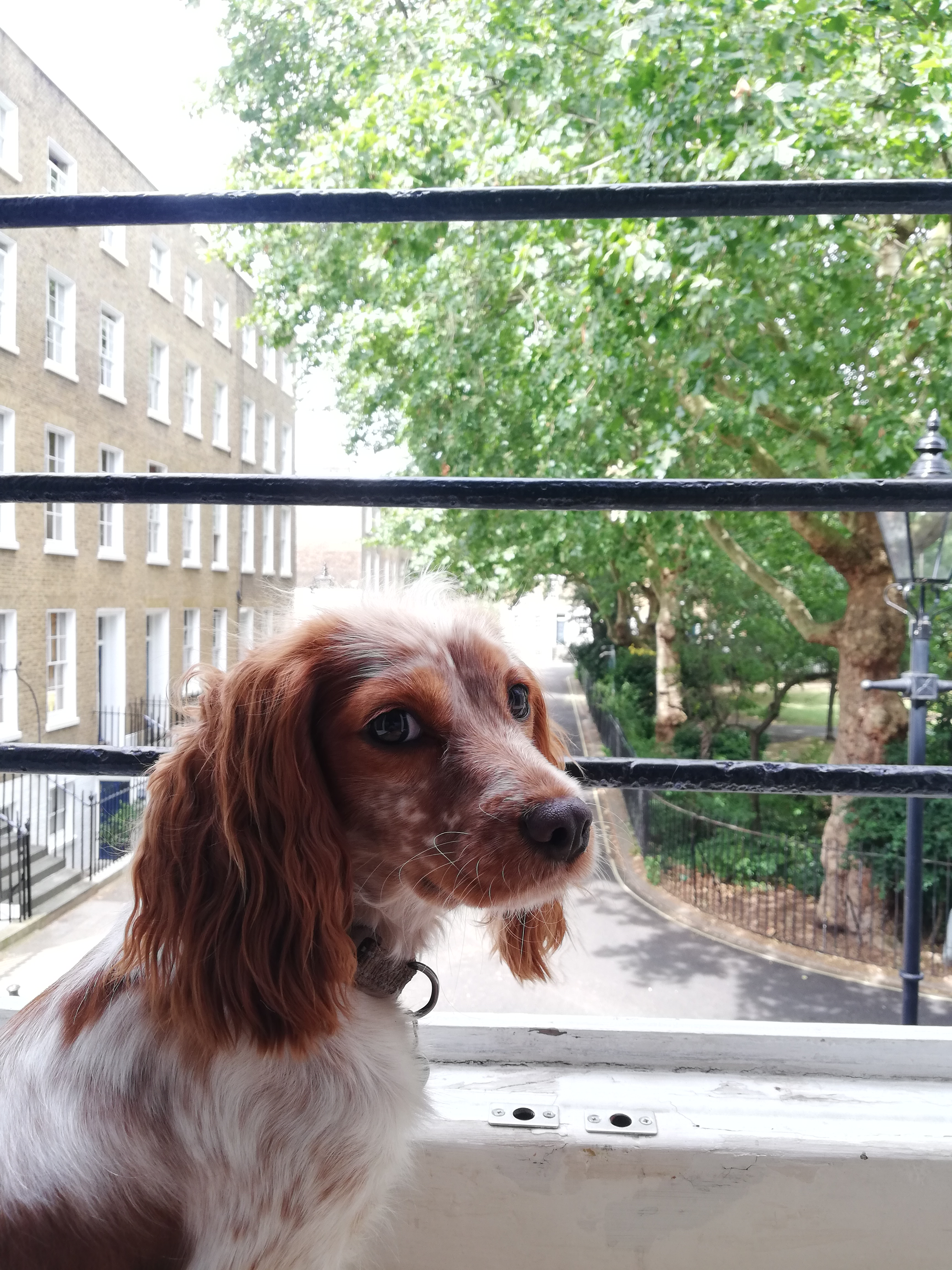
كلب كوكر سبانيل.

- من الأفضل أن تقوم بتمشية الكلب كل يوم حتى لمدة 30 دقيقة لذلك إذا أردت العناية بكلب كوكر يجب أن يكون لديك وقت كافي له.[2]
- شيء جميل أن تعتني بفراء كلبك وتمشطه لكن كلاب الكوكر تحتاج إلى العناية الدائمة بفرائها كما أن ذلك يستغرق وقتا طويلا.
- سيحتاج لقص وتصفيف فراؤه كل 6 أو 8 أشهر.
- كلاب كوكر تحتاج الي إجراء الفحوصات عليها كل حين وآخر. هذه الكلاب غالباً تصاب بأمراض الأعين، كالماء الأزرق وإعتام عدسة العين.والتهابات الأذن أيضاً شائعة لدى كلاب كوكر.
- تجنب الأطعمة الضارة للكلاب. وعلى وجه الخصوص، الابتعاد عن الأطعمة مثل الشوكولاتة والعنب والبصل والحلوى. فبعض هذه المواد الغذائية يمكن أن تسبب ضرراً خطيراً لأعضاء الكلب أو ربما حتى قد تسبب الموت.
  - يتم تحديد الطعام المناسب من قبل طبيب بيطري مختص لتناول الأطعمة الغنية بالغذاء لكلب ال

## الامراض

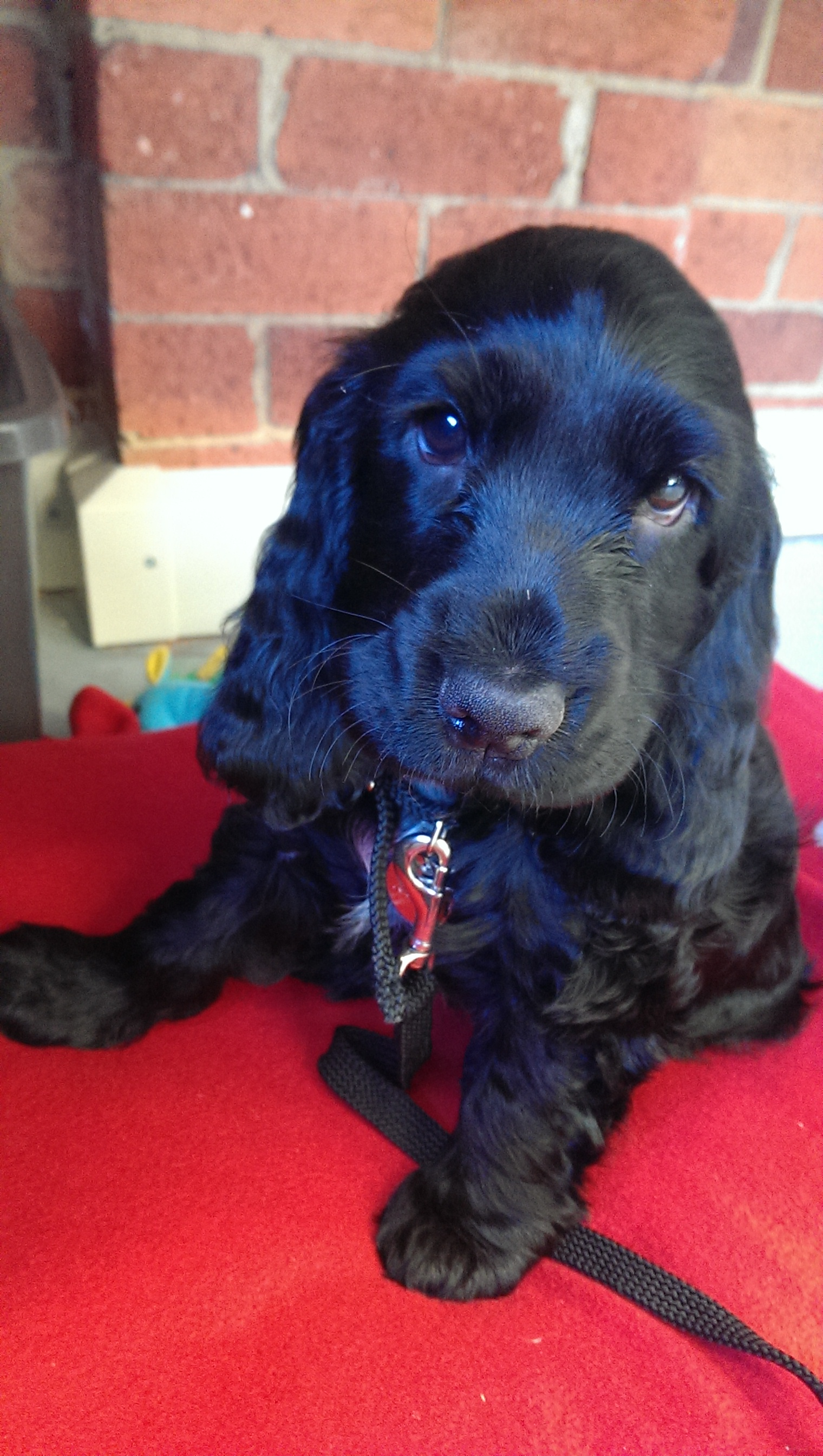
كوكر سبانيل الامريكي

### أمراض العيون
عيون كوكر سبانيل تخضع لمختلف الأمراض الوراثية. من بين أخطرها هو ضمور الشبكية التدريجي، الذييجعل الكلب في نهاية المطاف يخسر بصره يمكن أن يحدث هذا في الكلاب المتضررة في وقت مبكر من سن الثانية.
جفاف العين، والمعروفة رسميا باسم التهاب القرنية والملتحمة الجاف، يؤثر على إنتاج المسيل للدموع ويؤدي إلى ظروف العين الأخرى إذا لم تعالج.
يمكن أن تعاني كلاب كوكر الأكبر سنا من إعتام عدسة العين، على الرغم من أن الجراحة تعالج هذه بنجاح في بعض الحالات. الحالة المعروفة باسم عين الكرز عندما يكون جزء من الجفن الثالث مرئيًا، مما يعطي العين مظهرًا أحمر (منتشرة في السلالة). يمكن أن تصحح الجراحة هذا.
الجلوكوما، الذي يسبب تراكم الضغط على العين، يحدث أيضا في هذة سلالة.

### التهاب الكبد
يمكن أن تتأثر الكوكر سبانيل، وخاصة الذكور الصغار، بهذا المرض المزمن في الكبد. الآثار تتراوح بين خفيفة إلى مميتة. إذا ظهر الكلب مكتئبًا، ولا يأكل جيدًا ويبدو جافًا، أو إذا لاحظت أي دليل على اليرقان (بما في ذلك اللثة المصفر)، فخذه إلى الطبيب البيطري لإجراء تقييم. كلما أسرع الكلب في تلقي الدواء، كلما طالت حياته.

### خلل التنسج الوركي
مثل العديد من الكلاب الأصيلة الأخرى، والكوكر سبانيل تخضع لخلل التنسج الورك، وهو تشوه في مفصل الورك. خلل التنسج الوركي ينتج عنه عرجاء، مع التهاب المفاصل في سن مبكرة. وفي بعض الحالات، تساعد الجراحة.

### مشاكل الأذن
ممكن ان يكون لديهم الصم الخلقي في بعض الأحيان. بحلول الوقت مثل هذا جرو هو شهر من العمر، لم يعد هناك وصولطبيعي من الدم إلى الأذنين. إذا تأثرت أذن واحدة فقط، قد يكون للجرو سمع جزئي.
يمكن لكلب أصم ان يكون اليف أيضا ويكون مستعد لفهم الكلام والامر مثل «اجلس» والكلمات التدريبية. كما ان الكوكر لديهم آذان طويلة تحتاج إلى عناية متأنية، كما التهابات الأذن هي جزء لا يتجزأ من الحياة كوكر سبانيل. كما أن التهابات الأذن المزمنة التي تُركت دون علاج تسبب الصمم.

### الغده الدرقية
إذا كان الديك يفقد الوزن، لديه مشاكل الجلد، الرعشات الكثير أو فقط لا يبدو على حق تماما، خذه إلى الطبيب البيطري للتقييم. قد يكون لديه قصور الغدة الدرقية، مستويات غير كافية من هرمون الغدة الدرقية. يمكن أن تساعد مكملات الغدة الدرقية في هذه المشكلة.

### الصرع
إذا بدأ الديك الخاص بك بعد نوبات، قد يكون الصرع هو السبب. يمكن أن تؤثر النوبة على الجسم بأكمله أو على جزء واحد فقط، مثل الوجه أو الساق. بعض المواد السامة في البيئة يمكن أن تؤدي المضبوطات، لذلك مناقشة تجنب المواد الكيميائية مع الطبيب البيطري الخاص بك.

## المصدر
Cocker Spaniel